# Julius Joseph Maier
Julius Joseph Maier, född 29 december 1821 i Freiburg im Breisgau, död 21 november 1889 i München, var en tysk musikolog. 
Maier var först juridisk ämbetsman i Karlsruhe, blev 1850 lärare i kontrapunkt vid Münchens musikkonservatorium och var 1857–87 konservator vid den rika musikaliska avdelningen vid kungliga biblioteket i München. Han utgav samlingar av klassisk kyrkomusik (1845) och av engelska madrigaler (1863) samt en katalog över musikhandskrifterna i Münchens bibliotek (1879).